# Розсувні двері (авто)

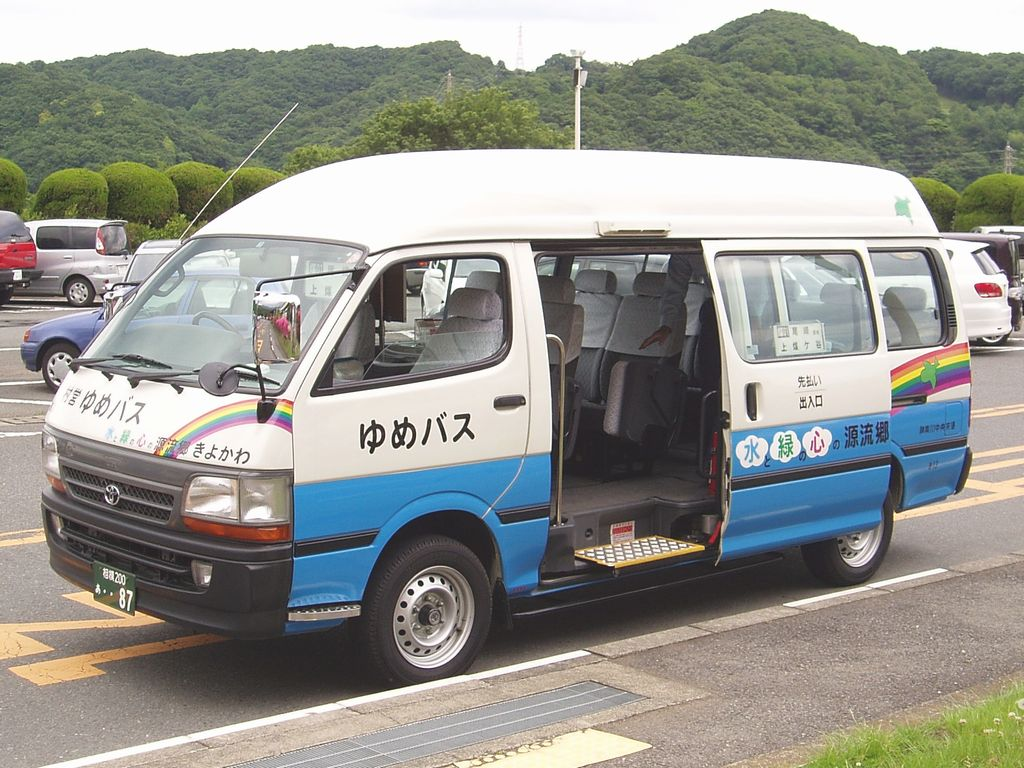
Мікроавтобус Toyota HiAce з розсувними дверима

Розсувні двері — тип дверей, які встановлюються на рейки або підвішуються до них, щоб двері могли розсуватися, зазвичай горизонтально та назовні. Це функція, яка в основному відноситься до мікроавтобусів і автобусів, щоб забезпечити великий вхід або вихід для пасажирів, не загороджуючи прилеглий шлях між транспортним засобом і будь-яким прилеглим об’єктом або боком(ами) пасажира, а також комерційні фургони, щоб дозволити більший безперешкодний доступ до салону для завантаження та розвантаження.

## Традиційні стилі
Розсувні двері часто використовуються зовні мінівенів, таких як Toyota Porte, Peugeot 1007 і Renault Kangoo, але частіше використовуються в повнорозмірних мінівенах, таких як Toyota Previa, Citroën C8, Peugeot 807, Chrysler Voyager, і Kia Carnival. З роками їх використання зросло, оскільки MPV набули популярності, оскільки це забезпечує легкий доступ і робить можливим паркування у вузьких місцях. Найпоширеніший тип розсувних дверей, які мають триточкову підвіску та відкриваються назовні, а потім проходять уздовж борту автомобіля, були представлені в 1964 році компанією Volkswagen AG як опція для фургонів типу 2.

### Кишенькові двері
Кишенькові двері – це розсувні двері, які ковзають уздовж своєї ширини та зникають, коли вони відкриті, у відділенні в сусідній стіні або, як у випадку з транспортними засобами, у кузові автомобіля. Кишенькові двері використовуються в деяких фургонах доставки, а також, наприклад, у Renault Estafette та Morris J4, а також у вагонах поїздів, таких як London Underground 1973 Stock, але рідко в автомобілях. Вагони Монреальського метро MR-63 і MR-73 мають дві панельні кишенькові двері. Kaiser Darrin 1954 року мав унікальні кишенькові двері, які ковзали в переднє крило. Через це на дверях не було встановлено бокових вікон.

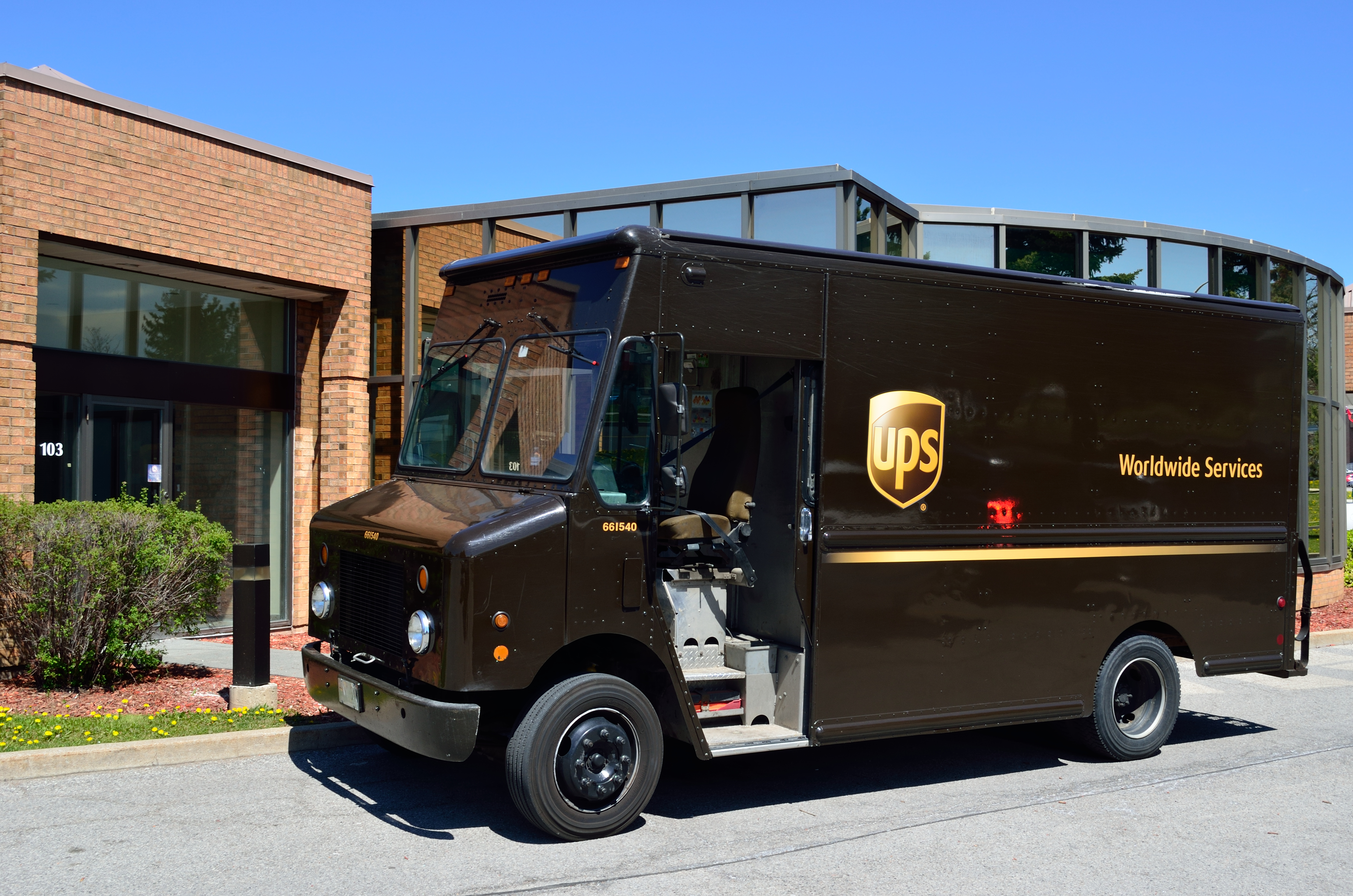
Фургон для доставки – кишенькові двері відсуваються назад убік
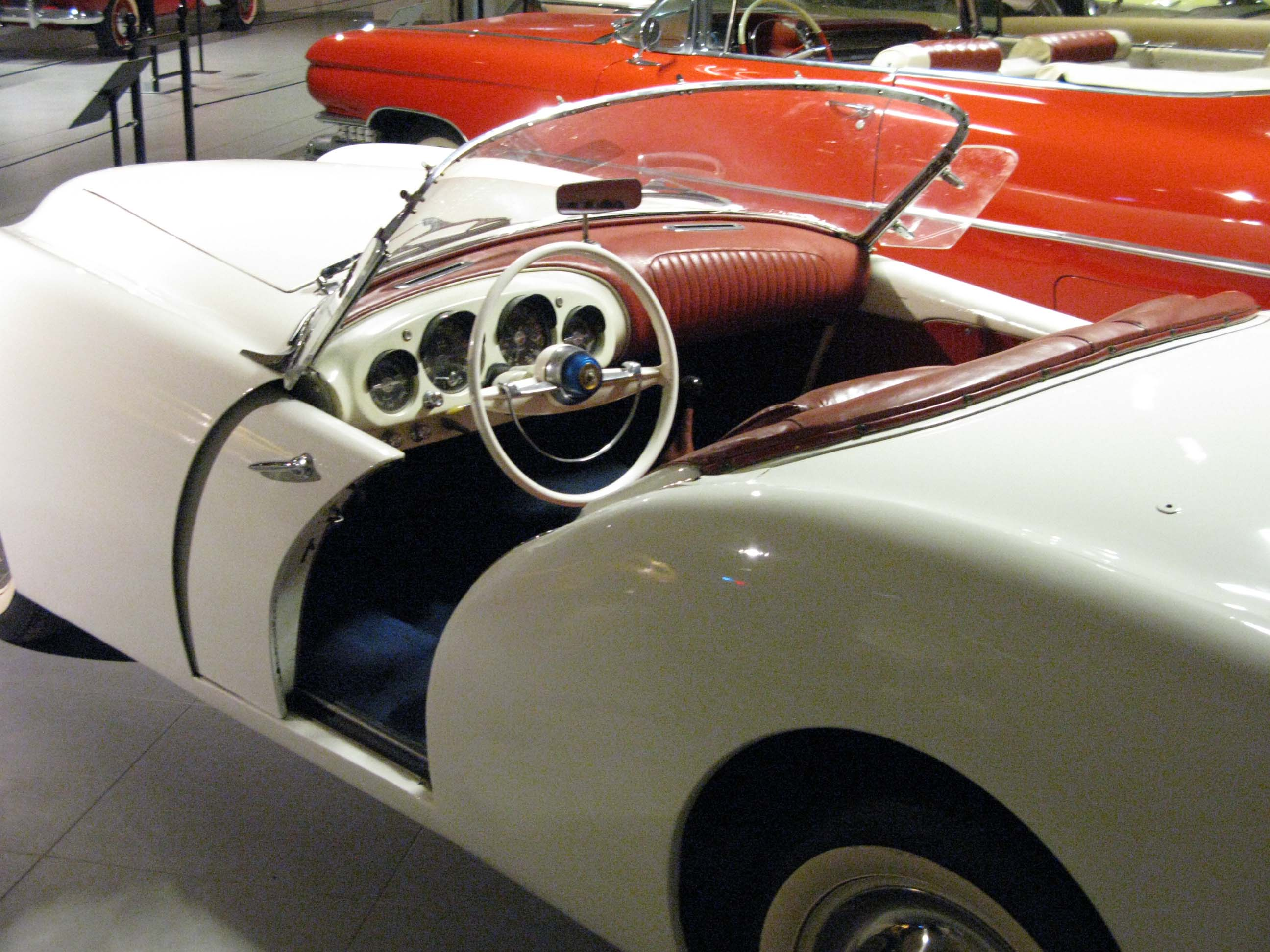
Розсувні кишенькові двері Kaiser Darrin 1954 року у переднє крило
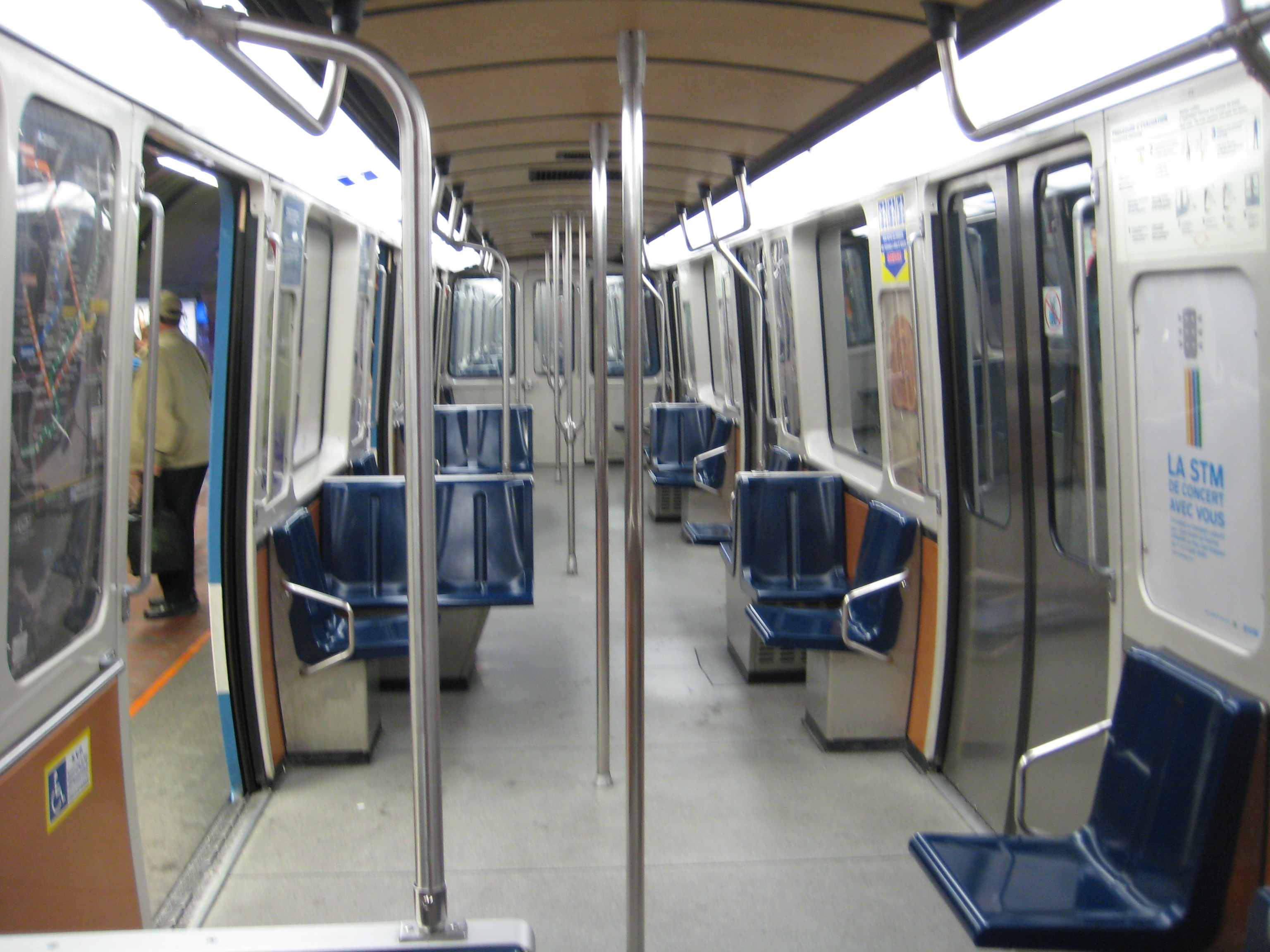
Інтер’єр поїзда MR-73, на якому зображені кишенькові двері з двох панелей праворуч
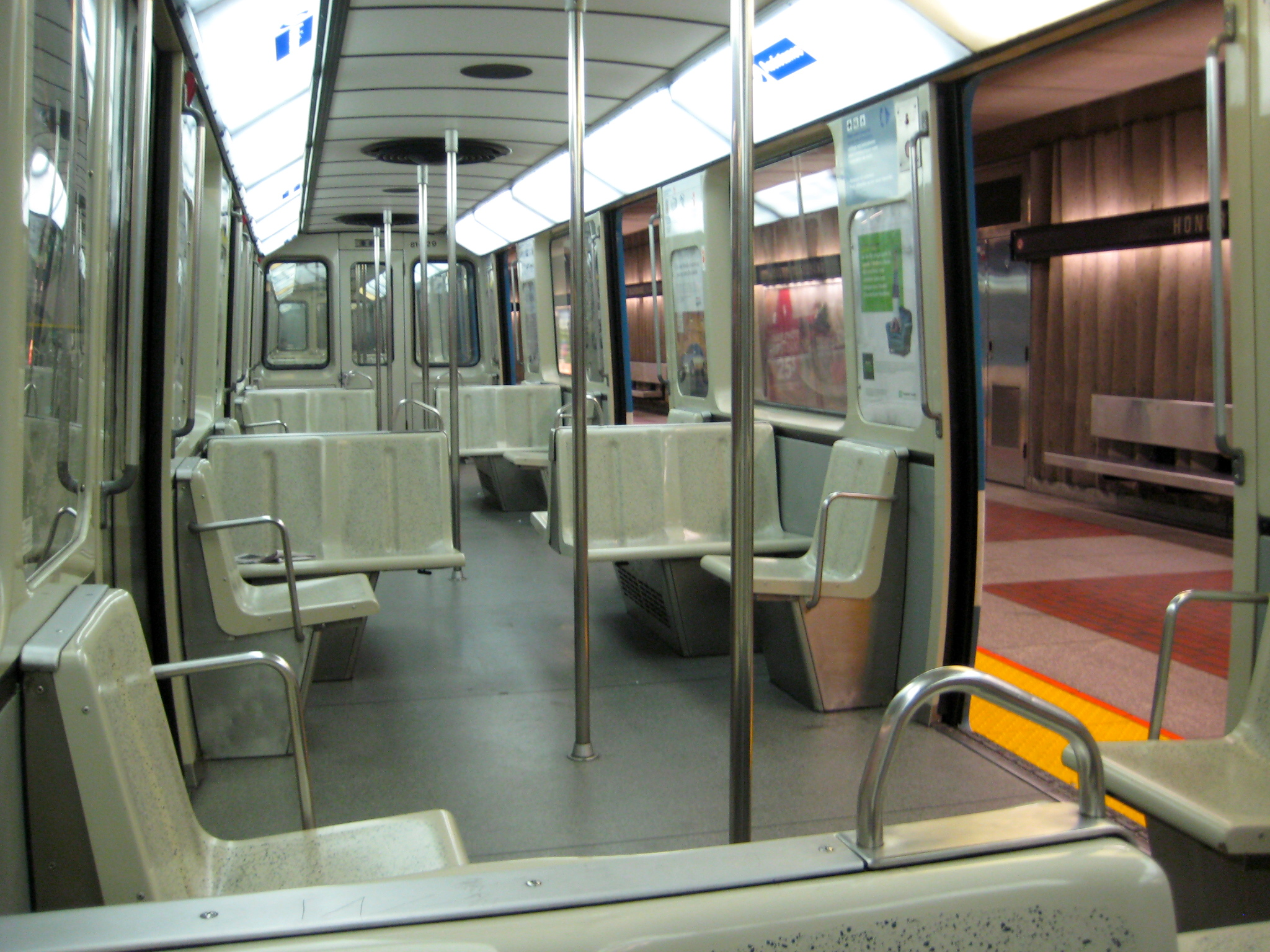
Інтер’єр потяга MR-63 із відкритими дверцятами-кишеньками праворуч

### Автобуси
Розсувні штекерні двері в автобусі мають пантографічні петлі, які переміщують дверну панель назовні від штепсельної розетки, а потім паралельно до борту автобуса, щоб звільнити отвір. Після закриття двері заклинюються та фіксуються в отворі. Таке розташування забезпечує дуже хорошу герметичність і звуконепроникність і зазвичай зустрічається на міжміських автобусах.

### Пасажирські поїзди

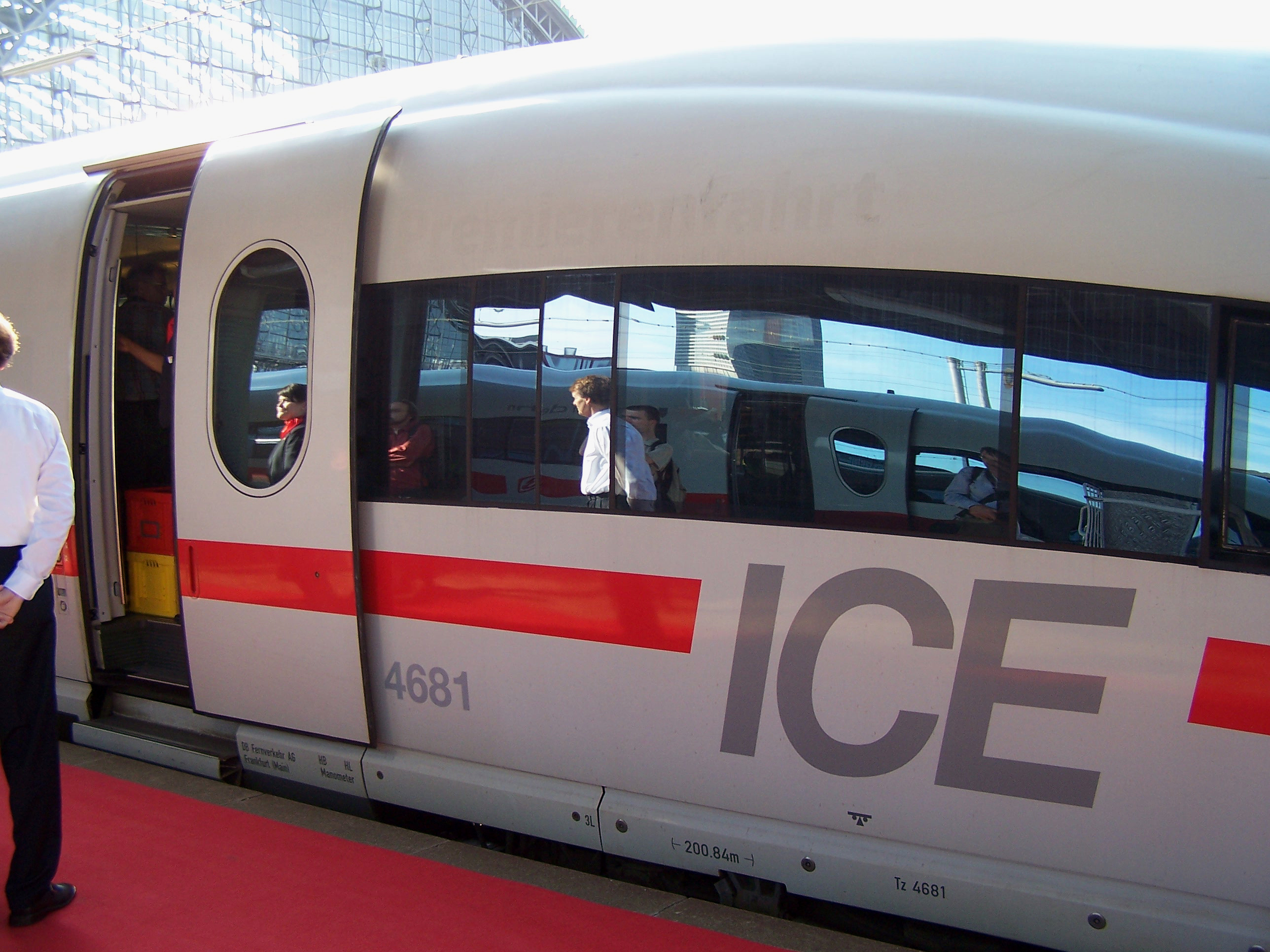
Швидкісний поїзд ICE

У багатьох вагонах пасажирських поїздів використовуються заглушки. У приміських і регіональних потягах двері зі штекерною конструкцією займають менше місця, ніж розсувні двері, але можуть обмежити сумісність вагона з високими пасажирськими платформами, оскільки ці двері відкриваються назовні.
 